# Округ Хемпстед (Арканзас)
Округ Хемпстед (енгл. Hempstead County) је округ у америчкој савезној држави Арканзас. По попису из 2010. године број становника је 22.609. Седиште округа је град Hope.

## Демографија
Према попису становништва из 2010. у округу је живело 22.609 становника, што је 978 (4,1%) становника мање него 2000. године.
| Група             | 2000.          | 2010.          |
| Белци             | 14.108 (59,8%) | 12.770 (56,5%) |
| Афроамериканци    | 7.160 (30,4%)  | 6.646 (29,4%)  |
| Азијати           | 40 (0,2%)      | 82 (0,4%)      |
| Хиспаноамериканци | 1.946 (8,3%)   | 2.713 (12,0%)  |
| Укупно            | 23.587         | 22.609         |